# Kink.com

Kink.com

Kink.com是一家位于美国旧金山的互联网色情影片制作商，制作性虐恋、恋物等主题的色情片。Kink.com的制片厂目前位于旧金山米慎区（Mission District）米慎街（Mission Street）1800号的历史建筑旧金山军火库裡，其制作的影片开头都会出现这座建筑的全景。

## 建立
Kink.com由英国人皮特·阿克沃思创建于1997年，当时阿克沃思是哥伦比亚大学财经专业的博士生。他在一份英国小报上看到了一则故事，内容是一个消防员靠建立互联网色情网站而迅速发财致富，于是下定决心建立自己的色情网站。阿克沃思是一名虐恋爱好者，于是他决定自己的网站以虐恋为主题。最初，网站叫做Hogtied.com，不久网站大获成功，一日收入可达数千美元，阿克沃思随后不久放弃了博士学位，转而全职经营这个网站。

## 内容
Kink.com旗下有一系列子网站，各自制作不同主题的色情影片，Kink.com的首页也将用户导向各个子网站。用户可以花费10美元左右包月观看一个子网站的内容，通常各个子网站每周发布一集或数集新视频，子网站上有详细的更新计划，但有部分内容是按次付费的，在线直播即按次付费且几乎每天都有新片，也有部分内容是免费的，比如幕后花絮。随着高清技术的普及，Kink.com也提供高清格式的影片，

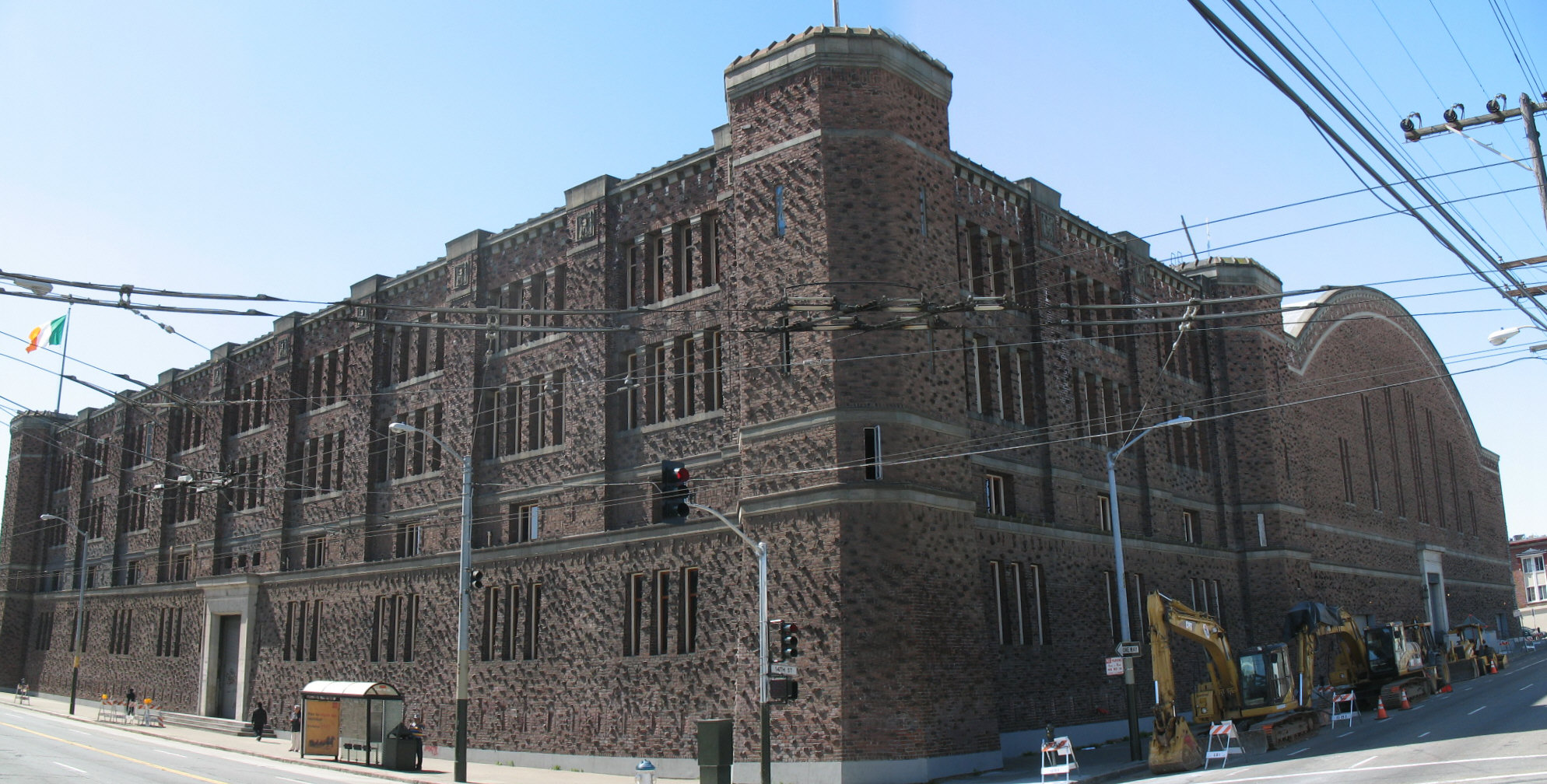
旧金山军火库——Kink.com的制片厂

Kink.com的所有作品都不适合未成年人观看，故Kink.com及其所有子网站都有年龄验证环节，由于影片涉及虐恋情结，网站声明所有演员都未在摄录中受到严重身体伤害。

### 女性受虐
- Device Bondage：大型金属刑具拘束
- Hogtied：绳索捆绑
- Public Disgrace：公共场合的羞辱虐恋
- Water Bondage：水刑
- Hardcore GangBang: 強制性群交
- Bound Gang Bangs：強制性群交
- Sex And Submission：男主女奴性調教
- The Training of O：奴隸養成，长时间虐恋训练
- The Upper Floor：怀旧风格的虐恋俱樂部，在军火库有装潢的房间里拍摄，特色是會有同好觀眾圍觀，或是網路直播與網友互動。

### 恋物
- Everything Butt：以女性為主的肛门調教
- Fucking Machines：使用机器自慰
- TS Seduction：跨性别主人給予調教
- Ultimate Surrender：女子裸体摔跤
- Pissing：尿液相关
- Foot Worship: 戀足專門影片
- Sadistic Rope: 繩縛專門影片

### 女性施虐
- Divine Bitches：女性对男性施虐
- Men In Pain：女性对男性施虐，针刺、电击等造成疼痛的活动
- Whipped Ass：女性对女性鞭打或疼痛類施虐
- Electro Sluts:女性对女性使用电击器施虐
- Wired Pussy：女性对女性使用电击器等用具施虐

### 男同性恋

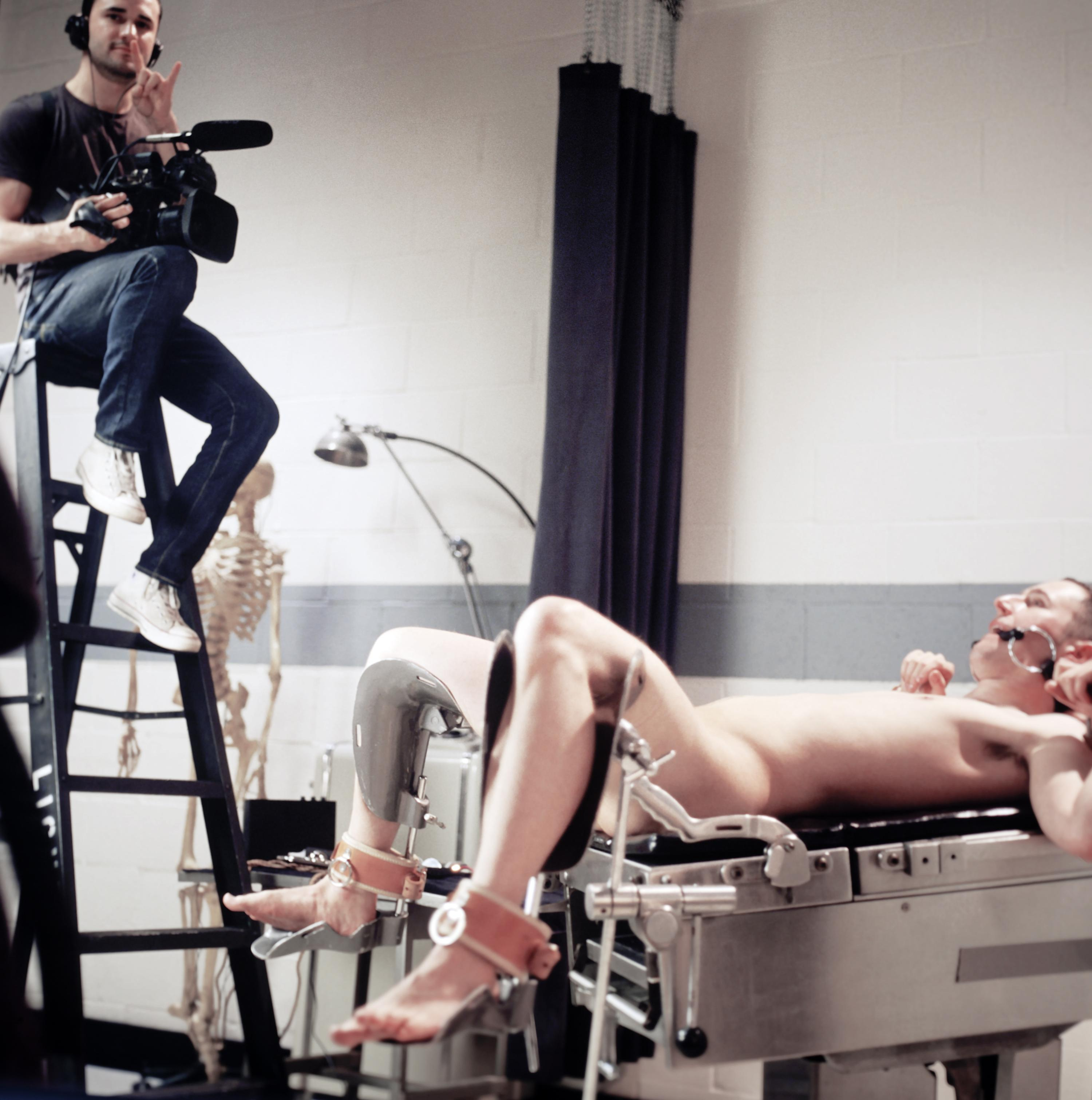
Kink.com正在进行摄录

- Bound in Public：公共场合的虐恋
- Bound Gods：男性对男性施虐
- Naked Kombat：男子裸体摔跤
- Butt Machine Boys：使用机器肛交
- Male Wank：男性手淫
- Men On Edge: 男性對男性繩縛調教

### 按次付费
- Kink on Demand：下档影片点播
- Kink Live：在线直播

### 游戏
- 3D Kink：3D虚拟游戏

### 免费内容
- Behind Kink：相关新闻、幕后花絮
- Free Hardcore：免费色情图片

## 员工
Kink.com自述有超过100名员工，40%为女性，并且包容多种肤色、种族，网站还设立有摄录规则以保护演员。
网站上有演职人员的名录和照片，并长期招募演员，应征者可以在线填写表格，演员的报酬视影片中的表演而定，表演男性之间性行为可以获得最高的薪酬，男性和女性之间次之，女性之间再次之。
Kink.com另有一些工作人员，包括后期制作、摄像、水电维修等业务，网站上也有详细的招募须知。

## 争议
Kink.com在全球BDSM界广受欢迎，也引起BDSM界外部的关注。Kink.com在色情业界曾获数个奖项，包括XBIZ奖（XBIZ Award）、成人影带新闻奖（AVN Awards）。
Kink.com现在的制片厂位于旧金山的历史建筑旧金山军火库，当时网站购买该幢建筑物时曾引发当地人士抗议以及社群的广泛关注。现在，Kink.com通过网站预约的方式，邀请年满18岁的观光者进入参观，但参观者需要支付费用。
詹姆斯·法蘭科於2013年以Kink.com為主題拍攝了一部紀錄片Kink。